# Подазовское городище
Подазовское городище — памятник археологии, город Патарва (Παταρούη), который расположен на западной окраине города Азов в Ростовской области.

## История
Датой возникновения Подазовского городища исследователи называют I век до нашей эры. Просуществовало оно примерно до III столетия нашей эры. Территория городища была окружена рвом, расстояние от рва до жилья было минимальным. Жилища строили подквадратным в плане с заокругленными углами. Основные характеристики жилья: глинобитный пол и стены из камыша, высота которых составляла 2,5 метра. Между домами были сделаны узкие проходы, ширина которых составляла около 1 метр. Перед домами проходила улица, длина которой составляла около 5 метров. К улице дома были повернуты тыльной стороной. Перед домами были выкопаны ямы, у которых имелось разное предназначение: в них хранили зерновые культуры, делали погреб или могли использовать для хранения мусора. Городище представляло собой единое меотское поселение, которое окружал ров, и которое было разделено на нижнюю и верхнюю часть. На восток от основных построек располагалась площадь неукрепленного городища.
Подазовское городище известно с 1911 года. В 1960—1970-х годах проводились его раскопки. Руководил археологическими работами И. С. Каменецкий. Укрепленная территория городища составляла 3300 квадратных метров. На Подазовском городище археологи обнаружили остатки строения, для создания которых использовались жердины, камыш, который было необходимо обмазывать глиной. Найденные остатки размещались одна рядом с другой и составляли своеобразный ансамбль. По результатам раскопок была сделана реконструкция хижины в масштабе 1: 2 участниками реставрационной студенческой группы одного из университетов в 1976 году. При реконструкции были сохранены все конструктивные элементы: купольная печь, очаг и лежанки.

## Современность
В 2021 году на часть территории городища, которая отдана в аренду, выдано разрешение на проведение строительных работ. По документам Подазовское городище — это просто участок земли: ни в генеральный план, ни в правила землепользования, ни в Росреестр особых отметок об объекте культурного наследия не внесено. На время разбирательства строительные работы на земле древних меотов приостановлены.